# Pablo Cavero
Pablo Cavero Martínez de Campos (Madrid, 1968) es un directivo de banca y político español, miembro del Partido Popular y concejal en el Ayuntamiento de Madrid hasta el 29 de agosto de 2016. Anteriormente, desde 2012 hasta 2015 desempeñó el cargo de consejero de Transportes, Infraestructuras y Vivienda del Gobierno de la Comunidad de Madrid. Actualmente es socio de Seeliger y Conde.

## Biografía
Nacido en Madrid el 10 de febrero de 1968, es hijo de Íñigo Cavero y Lataillade, xi barón de Carondelet, Ministro durante los gobiernos de Adolfo Suárez y Leopoldo Calvo-Sotelo, presidente del Consejo de Estado y académico de número de la Real Academia de Ciencias Morales y Políticas.
Licenciado en Administración de Empresas y Ciencias Económicas por la Universidad Pontificia de Comillas (ICADE), Cavero cursó estudios de postgrado en las Universidades de INSEAD (Fontainebleau) y Chicago. Asimismo, estudió en la École Supérieure de Sciences Économiques et Commerciales (ESSEC), en París, donde fue becado. En el año 2015 cursó el Advanced Management Program (AMP) en Harvard Business School. Su trayectoria profesional ha estado siempre ligada al sector privado hasta su llegada al Gobierno de la Comunidad de Madrid. Durante 19 años trabajó para el Grupo Barclays en España, donde su tío, Carlos Martínez de Campos Carulla, era el presidente. Formó parte de su Comité de Dirección y de varios consejos de administración, ocupando diferentes cargos ejecutivos. Fue director de Planificación Estratégica para Europa Occidental, y director Comercial y Desarrollo de Negocio para Banca de Particulares y Empresas en España que culmina con la venta del banco y su salida de España. En septiembre de 2016, se incorpora a la firma de cazatalentos Seeliger y Conde.

### Actividad política
Tras la salida de Antonio Beteta de la consejería para entrar en el Gobierno de Mariano Rajoy como secretario de Estado de Administraciones Públicas, Pablo Cavero fue nombrado, el 24 de enero de 2012, consejero de Transportes e Infraestructuras de la Comunidad de Madrid por Esperanza Aguirre.
El 28 de septiembre de 2012, Ignacio González, volvió a contar con él para su equipo de Gobierno, nombrándole consejero de Transportes, Infraestructuras y Vivienda.
El 13 de junio de 2015 tomó su acta como concejal madrileño, y el 15 de junio de 2015 salió del gobierno autonómico de la Comunidad de Madrid, tras comenzar sus funciones de concejal en el Ayuntamiento de Madrid, dentro del Grupo Popular liderado por Esperanza Aguirre. El 29 de agosto de 2016 abandonó el Ayuntamiento de Madrid para regresar a la actividad privada, tras cuatro años y medio en política.